# Vordemwald
Vordemwald est une commune suisse du canton d'Argovie, située dans le district de Zofingue.